# Cerodontha bohemani
Cerodontha bohemani este o specie de muște din genul Cerodontha, familia Agromyzidae. A fost descrisă pentru prima dată de Ryden în anul 1951.
Este endemică în Sweden. Conform Catalogue of Life specia Cerodontha bohemani nu are subspecii cunoscute.